# Nati nel 1985/Maggio
| Questa pagina contiene informazioni ricavate automaticamente dalle voci biografiche con l'ausilio del template Bio e di un bot. L'aggiornamento è periodico e automatico e ricostruisce completamente la pagina. Se manca una persona in questa lista, sei pregato di non aggiungerla, ma accertati piuttosto che la sua voce biografica contenga il template Bio e che i dati anagrafici siano correttamente compilati. Se il template Bio manca, inseriscilo tu stesso o, in alternativa, metti l'avviso {{tmp\|Bio}} che ne segnala la mancanza. Se i dati riportati sono sbagliati, correggi direttamente la voce biografica; le modifiche saranno visibili in questa lista entro pochi giorni. Per chiarimenti vedi il progetto biografie. La lista contiene solo le 511 persone che sono citate nell'enciclopedia e per le quali è stato implementato correttamente il template Bio. Pagina aggiornata al 10 ago 2025. |

- 1º maggio - Nicolás Artajo, attore e doppiatore tedesco
- 1º maggio - Filip Ivanovski, ex calciatore macedone
- 1º maggio - Hervé Kambou, calciatore ivoriano
- 1º maggio - Shpat Kasapi, cantante albanese
- 1º maggio - Chad Mendes, artista marziale misto statunitense
- 1º maggio - Adrian Olegov, ex calciatore bulgaro
- 1º maggio - Lucas Ordóñez, pilota automobilistico spagnolo
- 1º maggio - Philipp Pentke, calciatore tedesco
- 1º maggio - Pramila Rijal, velocista nepalese
- 1º maggio - Juan Carlos Sánchez Ampuero, calciatore boliviano
- 1º maggio - Drew Sidora, attrice e personaggio televisivo statunitense
- 2 maggio - Ahmed Al-Mukhaini, calciatore omanita
- 2 maggio - Saad Abdulrahman Ali, ex cestista qatariota
- 2 maggio - Lily Allen, cantautrice e personaggio televisivo britannica
- 2 maggio - Federico Almerares, ex calciatore argentino
- 2 maggio - Jonathan Bru, ex calciatore francese
- 2 maggio - Kyle Busch, pilota automobilistico statunitense
- 2 maggio - Michael Caloz, attore e doppiatore canadese
- 2 maggio - Craig Conway, ex calciatore scozzese
- 2 maggio - Derek Décamps, ex calciatore francese
- 2 maggio - Aleksandr Galimov, hockeista su ghiaccio russo († 2011)
- 2 maggio - Bétinho Gomes, cestista capoverdiano
- 2 maggio - Mario Gyr, canottiere svizzero
- 2 maggio - Ashley Harkleroad, ex tennista statunitense
- 2 maggio - Sarah Hughes, ex pattinatrice artistica su ghiaccio statunitense
- 2 maggio - Maciej Lampe, ex cestista polacco
- 2 maggio - Chris Langridge, giocatore di badminton britannico
- 2 maggio - David Nugent, ex calciatore inglese
- 2 maggio - Federico Pagani, pallanuotista italiano
- 2 maggio - Marius Pena, ex calciatore rumeno
- 2 maggio - Ri Pae-hun, calciatore nordcoreano
- 2 maggio - Filippo Savini, ex ciclista su strada italiano
- 2 maggio - Mohammad Taheri, ex giocatore di calcio a 5 iraniano
- 2 maggio - D.J. Thompson, ex cestista statunitense
- 2 maggio - Oh Land, cantante e musicista danese
- 3 maggio - Becky Chambers, scrittrice statunitense
- 3 maggio - Carlos Chinin, ex multiplista brasiliano
- 3 maggio - Pooja Chopra, modella indiana
- 3 maggio - Erin Densham, triatleta australiana
- 3 maggio - Emerson dos Santos da Silva, calciatore brasiliano
- 3 maggio - Anielle Franco, politica, giornalista e attivista brasiliana
- 3 maggio - Agustín García Íñiguez, ex calciatore spagnolo
- 3 maggio - Jemal Johnson, ex calciatore statunitense
- 3 maggio - Danila Kozlovskij, attore, modello e regista russo
- 3 maggio - Wilson Lalín, calciatore guatemalteco
- 3 maggio - Junior Laurencin, calciatore santaluciano
- 3 maggio - Ezequiel Lavezzi, ex calciatore argentino
- 3 maggio - André Lima, ex calciatore brasiliano
- 3 maggio - Héctor Miguel Morales Llanas, ex calciatore messicano
- 3 maggio - Alan Powell, cantante e attore statunitense
- 3 maggio - Greg Raposo, cantautore e attore statunitense
- 3 maggio - Raphael Rohrer, ex calciatore liechtensteinese
- 3 maggio - Isaac Rosefelt, ex cestista statunitense
- 3 maggio - Meagan Tandy, attrice e modella statunitense
- 3 maggio - Ramón, cantante spagnolo
- 4 maggio - Jme, rapper britannico
- 4 maggio - Yousef Al-Salem, calciatore saudita († 2023)
- 4 maggio - Fabián Espíndola, ex calciatore argentino
- 4 maggio - Daniel Estrada, pugile messicano
- 4 maggio - Fernandinho, calciatore brasiliano
- 4 maggio - Diego Ferreira, ex calciatore uruguaiano
- 4 maggio - Davide Giorgino, ex calciatore italiano
- 4 maggio - Megan Guarnier, ex ciclista su strada statunitense
- 4 maggio - Jidenna, cantante e rapper statunitense
- 4 maggio - Artūras Jomantas, cestista lituano
- 4 maggio - Eva Lin, ex attrice pornografica filippina
- 4 maggio - Chiara Marchitelli, dirigente sportiva e ex calciatrice italiana
- 4 maggio - Bo McCalebb, ex cestista statunitense
- 4 maggio - Roberto Ordoñez, calciatore ecuadoriano
- 4 maggio - Louis Rankin, giocatore di football americano statunitense
- 4 maggio - Baptiste Rheims, pilota motociclistico francese
- 4 maggio - Chad Rinehart, giocatore di football americano statunitense
- 4 maggio - Elly Schlein, politica italiana
- 4 maggio - Juan Toloza, calciatore cileno
- 4 maggio - Martijn Verschoor, ex ciclista su strada olandese
- 4 maggio - Daniel Wolf, ex calciatore austriaco
- 4 maggio - Mitsuyuki Yoshihiro, ex calciatore giapponese
- 5 maggio - Luís Carlos Correia Pinto, ex calciatore portoghese
- 5 maggio - Chiara Di Iulio, ex pallavolista italiana
- 5 maggio - Clark Duke, attore statunitense
- 5 maggio - Bárbara Elorrieta, attrice spagnola
- 5 maggio - Emanuele Giaccherini, ex calciatore italiano
- 5 maggio - David Grace, giocatore di snooker inglese
- 5 maggio - Kwadwo Poku, ex calciatore ghanese
- 5 maggio - Ricardo Hocevar, ex tennista brasiliano
- 5 maggio - Tsepo Masilela, ex calciatore sudafricano
- 5 maggio - Muḥammad Rabīʿ Miftāḥ, ex calciatore algerino
- 5 maggio - Shōko Nakagawa, modella, cantante e doppiatrice giapponese
- 5 maggio - Bruno Simão, ex calciatore portoghese
- 5 maggio - P.J. Tucker, cestista statunitense
- 5 maggio - Benedetta Valanzano, attrice italiana
- 5 maggio - David Witteveen, ex calciatore austriaco
- 5 maggio - Daniela Di Giacomo, modella venezuelana
- 6 maggio - Sören Brandy, ex calciatore tedesco
- 6 maggio - Diego Cavinato, giocatore di calcio a 5 brasiliano
- 6 maggio - King Charles, cantante e musicista britannico
- 6 maggio - Dubravka Dačić, ex cestista slovena
- 6 maggio - Salvador Durán, pilota automobilistico messicano
- 6 maggio - Álex Galindo, ex cestista portoricano
- 6 maggio - Anouk Hoogendijk, ex calciatrice olandese
- 6 maggio - Gero Kretschmer, ex tennista tedesco
- 6 maggio - Erin Lawless, ex cestista statunitense
- 6 maggio - Anna Marconi, ex sciatrice alpina italiana
- 6 maggio - Stefano Mengozzi, pallavolista italiano
- 6 maggio - Chris Paul, cestista statunitense
- 6 maggio - Robertino Pietri, pilota motociclistico venezuelano
- 6 maggio - Jaime Winstone, attrice britannica
- 7 maggio - Laura Accerboni, poetessa e fotografa italiana
- 7 maggio - Jakob Andkjær, nuotatore danese
- 7 maggio - J Balvin, cantautore, rapper e produttore discografico colombiano
- 7 maggio - Simone Facey, velocista giamaicana
- 7 maggio - Mohamed Fofana, ex calciatore francese
- 7 maggio - Marco Hämmerli, allenatore di calcio e ex calciatore svizzero
- 7 maggio - Michail Ignat'ev, ex ciclista su strada e pistard russo
- 7 maggio - Stefon Jackson, ex cestista statunitense
- 7 maggio - Federica Masolin, giornalista e conduttrice televisiva italiana
- 7 maggio - Herminio Miranda, ex calciatore paraguaiano
- 7 maggio - Espen Næss Lund, calciatore norvegese
- 7 maggio - Drew Neitzel, ex cestista statunitense
- 7 maggio - Tonje Nøstvold, pallamanista norvegese
- 7 maggio - Josué Núñez, pallavolista portoricano
- 7 maggio - Milan Purović, ex calciatore montenegrino
- 7 maggio - Laurențiu Rus, ex calciatore rumeno
- 7 maggio - Liam Tancock, ex nuotatore britannico
- 7 maggio - Stefano Tremigliozzi, lunghista italiano
- 8 maggio - Tommaso Ciampa, wrestler statunitense
- 8 maggio - Nick Cunningham, bobbista statunitense
- 8 maggio - Kingshuk Debnath, calciatore indiano
- 8 maggio - Hidekaz Himaruya, fumettista giapponese
- 8 maggio - Saša Kaun, ex cestista russo
- 8 maggio - Kristen Newlin, ex cestista statunitense
- 8 maggio - Cédric Pineau, ex ciclista su strada e ex ciclocrossista francese
- 8 maggio - Mārtiņš Pļaviņš, giocatore di beach volley lettone
- 8 maggio - Silvia Stroescu, ex ginnasta romena
- 8 maggio - Sarah Vaillancourt, hockeista su ghiaccio canadese
- 8 maggio - Jānis Vitenbergs, politico lettone
- 8 maggio - Usama Young, giocatore di football americano statunitense
- 8 maggio - Denis Zmeu, ex calciatore moldavo
- 9 maggio - Carlotta Baratto, canottiera italiana
- 9 maggio - Jonatan Berg, ex calciatore svedese
- 9 maggio - Matthew Busche, ex ciclista su strada statunitense
- 9 maggio - Ermanno Capelli, ex ciclista su strada italiano
- 9 maggio - Sedrick Ellis, ex giocatore di football americano statunitense
- 9 maggio - Anderson Ferreira, ex calciatore brasiliano
- 9 maggio - Gints Freimanis, calciatore lettone († 2023)
- 9 maggio - Tyler Hemming, ex calciatore canadese
- 9 maggio - Henrique Andrade Silva, ex calciatore brasiliano
- 9 maggio - Rick Kruys, allenatore di calcio e ex calciatore olandese
- 9 maggio - Jake Long, ex giocatore di football americano statunitense
- 9 maggio - Diego Novaretti, ex calciatore argentino
- 9 maggio - Audrina Patridge, attrice e personaggio televisivo statunitense
- 9 maggio - Thomas Pichler, ex hockeista su ghiaccio italiano
- 9 maggio - Luca Rossettini, allenatore di calcio e ex calciatore italiano
- 9 maggio - Miguel Sayago Martí, ex giocatore di calcio a 5 spagnolo
- 9 maggio - Chris Zylka, attore e modello statunitense
- 10 maggio - Andrea Alberti, hockeista in-line e ex hockeista su ghiaccio italiano
- 10 maggio - Odette Annable, attrice statunitense
- 10 maggio - Adrien Deghelt, ostacolista belga
- 10 maggio - Diego Tardelli, ex calciatore brasiliano
- 10 maggio - Mauro Finetto, ex ciclista su strada italiano
- 10 maggio - Ryan Getzlaf, hockeista su ghiaccio canadese
- 10 maggio - Abbas Hassan, ex calciatore libanese
- 10 maggio - Gustavo Lorenzetti, ex calciatore argentino
- 10 maggio - David Miranda, politico, attivista e giornalista brasiliano († 2023)
- 10 maggio - Giōrgos Pelagias, ex calciatore cipriota
- 10 maggio - Bojan Puzigaća, ex calciatore bosniaco
- 10 maggio - Santiago Ramundo, attore argentino
- 10 maggio - Jon Schofield, canoista britannico
- 10 maggio - Calvin Tolmbaye, calciatore rumeno
- 10 maggio - Naoki Tsukahara, velocista giapponese
- 10 maggio - Ivo Táborský, ex calciatore ceco
- 10 maggio - Lea Wermelin, politica danese
- 11 maggio - Brandie Hoskins, ex cestista statunitense
- 11 maggio - Serena Iansiti, attrice italiana
- 11 maggio - Andrej Murnin, ex calciatore russo
- 11 maggio - Giulia Nasuti, calciatrice italiana
- 11 maggio - Juan Palacios, cestista colombiano
- 11 maggio - Arianna Spessotto, politica italiana
- 11 maggio - Shane Steichen, allenatore di football americano statunitense
- 11 maggio - Sunwoo Jung-a, cantautrice, compositrice e produttrice discografica sudcoreana
- 11 maggio - Kirsten van de Ven, ex calciatrice olandese
- 12 maggio - Tchami, disc jockey e produttore discografico francese
- 12 maggio - Jaime Gavilán, ex calciatore spagnolo
- 12 maggio - Paolo Goltz, ex calciatore argentino
- 12 maggio - Tally Hall, ex calciatore statunitense
- 12 maggio - Gábor Horváth, canoista ungherese
- 12 maggio - Andrew Howe, lunghista e velocista statunitense
- 12 maggio - Liu Yu, ex calciatore cinese
- 12 maggio - Rodrigo Longaray, ex calciatore brasiliano
- 12 maggio - Viktória Madarász, marciatrice ungherese
- 12 maggio - Brent Petway, ex cestista statunitense
- 12 maggio - Andris Šics, slittinista lettone
- 12 maggio - Jeroen Simaeys, ex calciatore belga
- 12 maggio - Matteo Teoldi, calciatore italiano
- 12 maggio - Marcelo Toscano, calciatore brasiliano
- 12 maggio - Dániel Tőzsér, ex calciatore ungherese
- 12 maggio - Lika Roman, modella ucraina
- 12 maggio - Armando Wila, ex calciatore ecuadoriano
- 13 maggio - Malek Saleem Abdullah, ex cestista qatariota
- 13 maggio - Javier Balboa, ex calciatore spagnolo
- 13 maggio - Kewin Bordas, ex giocatore di football americano francese
- 13 maggio - Spase Dilevski, ex calciatore australiano
- 13 maggio - Maja Erkič, ex cestista slovena
- 13 maggio - Jaroslav Halák, hockeista su ghiaccio slovacco
- 13 maggio - Oğuzhan Koç, attore, cantautore e comico turco
- 13 maggio - Clarence Kparghai, ex hockeista su ghiaccio svizzero
- 13 maggio - Carlos Matheu, allenatore di calcio e ex calciatore argentino
- 13 maggio - Franco Miranda, ex calciatore argentino
- 13 maggio - Iwan Rheon, attore, cantante e musicista gallese
- 13 maggio - Dayane Rocha, giocatrice di calcio a 5 e ex calciatrice brasiliana
- 13 maggio - Greg Surmacz, cestista polacco
- 13 maggio - Mohsen Yeganeh, cantante e compositore iraniano
- 13 maggio - Travis Zajac, ex hockeista su ghiaccio canadese
- 14 maggio - Shlomi Arbeitman, ex calciatore israeliano
- 14 maggio - Vüqar Əsgərov, calciatore azero
- 14 maggio - Kurt Couto, ostacolista mozambicano
- 14 maggio - Lina Esco, attrice e regista statunitense
- 14 maggio - Robert Francois, giocatore di football americano statunitense
- 14 maggio - Jústinus Hansen, ex calciatore faroese
- 14 maggio - David Hawthorne, giocatore di football americano statunitense
- 14 maggio - Kei Homma, allenatore di calcio e ex calciatore giapponese
- 14 maggio - Michail Kuznecov, canoista russo
- 14 maggio - Dustin Lynch, cantautore statunitense
- 14 maggio - Tuimasi Manuca, calciatore figiano
- 14 maggio - Baptiste Martin, calciatore francese
- 14 maggio - Carl Nicks, ex giocatore di football americano statunitense
- 14 maggio - Ednerson Raymond, calciatore haitiano
- 14 maggio - Zack Ryder, wrestler statunitense
- 14 maggio - Alexander Rödiger, bobbista e pesista tedesco
- 14 maggio - Magdalena Saad, pallavolista polacca
- 14 maggio - Nicholas Sprenger, nuotatore australiano
- 14 maggio - Yoshiki Takahashi, ex calciatore giapponese
- 15 maggio - Sys Bjerre, cantante danese
- 15 maggio - Tania Cagnotto, ex tuffatrice e dirigente sportiva italiana
- 15 maggio - Cristiane Rozeira de Souza Silva, calciatrice brasiliana
- 15 maggio - Hernán Figueredo, calciatore uruguaiano
- 15 maggio - Daniele Galloppa, allenatore di calcio e ex calciatore italiano
- 15 maggio - Carl Medjani, ex calciatore algerino
- 15 maggio - Tendai Ndoro, ex calciatore zimbabwese
- 15 maggio - Anna Rossi, ex cestista italiana
- 15 maggio - Silvia Rupil, ex fondista italiana
- 15 maggio - Matt Ryan, ex giocatore di football americano statunitense
- 15 maggio - Evgenij Ryžkov, nuotatore kazako
- 15 maggio - David Smith, pallavolista statunitense
- 15 maggio - Alphonse Soppo, calciatore camerunese
- 15 maggio - Tom Stamsnijder, ex ciclista su strada olandese
- 15 maggio - Ashlynn Yennie, attrice, regista e sceneggiatrice statunitense
- 16 maggio - Mike Bennett, wrestler statunitense
- 16 maggio - Saúl Blanco, ex cestista spagnolo
- 16 maggio - Carlos Castrillo, calciatore guatemalteco
- 16 maggio - Florin Costea, ex calciatore rumeno
- 16 maggio - Elias Mendes Trindade, ex calciatore brasiliano
- 16 maggio - Gary Go, cantautore, musicista e compositore britannico
- 16 maggio - Andrew Keenan-Bolger, attore e cantante statunitense
- 16 maggio - Claude Maka Kum, calciatore camerunese
- 16 maggio - Anja Mittag, ex calciatrice tedesca
- 16 maggio - Tadayoshi Okura, cantante, attore e modello giapponese
- 16 maggio - Henrique Pacheco Lima, ex calciatore brasiliano
- 16 maggio - Corey Perry, hockeista su ghiaccio canadese
- 16 maggio - Stanislav Janevski, attore bulgaro
- 16 maggio - Ayana Sakai, attrice giapponese
- 16 maggio - Hiziel de Souza Soares, ex calciatore brasiliano
- 16 maggio - Minoru Suganuma, ex calciatore giapponese
- 16 maggio - Kazuhito Tanaka, ex ginnasta giapponese
- 16 maggio - Matias Vitkieviez, ex calciatore uruguaiano
- 16 maggio - Julia Voth, modella e attrice canadese
- 16 maggio - Ricardo Jesus, ex calciatore brasiliano
- 17 maggio - Nushrat Bharucha, attrice indiana
- 17 maggio - Javi Chica, ex calciatore spagnolo
- 17 maggio - Alain Conte, allenatore di calcio italiano
- 17 maggio - Miquel Feliu, ex cestista spagnolo
- 17 maggio - Leonardo Fiaschi, imitatore e cabarettista italiano
- 17 maggio - Rui Gonçalves, pilota motociclistico portoghese
- 17 maggio - Teófilo Gutiérrez, calciatore colombiano
- 17 maggio - Cosmin Hănceanu, schermidore rumeno
- 17 maggio - Derek Hough, ballerino, coreografo e attore statunitense
- 17 maggio - Lil' J, attore e rapper statunitense
- 17 maggio - Sophie McShera, attrice britannica
- 17 maggio - Diego Menghi, ex calciatore argentino
- 17 maggio - Christine Nesbitt, pattinatrice di velocità su ghiaccio canadese
- 17 maggio - Nicole Soulis, ex cestista statunitense
- 17 maggio - Joan Tomás, ex calciatore spagnolo
- 17 maggio - Greg Van Avermaet, ex ciclista su strada belga
- 18 maggio - Francesca Battistelli, cantante statunitense
- 18 maggio - Enrico Carattoni, politico sammarinese
- 18 maggio - Johan Eurén, lottatore svedese
- 18 maggio - Eamon Farren, attore australiano
- 18 maggio - Thiago Feltri, ex calciatore brasiliano
- 18 maggio - Kelly Gallagher, ex sciatrice alpina britannica
- 18 maggio - Guðbjörg Gunnarsdóttir, calciatrice islandese
- 18 maggio - Justin Hawkins, ex cestista statunitense
- 18 maggio - Vincent Jay, ex biatleta francese
- 18 maggio - Davit Lomaia, ex calciatore georgiano
- 18 maggio - Josh Middleton, cantautore, chitarrista e produttore discografico britannico
- 18 maggio - Colin Minihan, regista e produttore cinematografico canadese
- 18 maggio - Klaudio Ndoja, ex cestista e allenatore di pallacanestro albanese
- 18 maggio - Marco Neethling, rugbista a 15 italiano
- 18 maggio - Travis Peterson, ex cestista statunitense
- 18 maggio - Marko Pridigar, ex calciatore sloveno
- 18 maggio - Jānis Pēda, pallavolista e giocatore di beach volley lettone
- 18 maggio - Ayako Sana, ex pallavolista giapponese
- 18 maggio - Adama Tamboura, ex calciatore maliano
- 18 maggio - Xu Bo, ex calciatore cinese
- 19 maggio - Ivan Baranka, hockeista su ghiaccio slovacco
- 19 maggio - Aleister Black, wrestler olandese
- 19 maggio - Bastien Bouillon, attore francese
- 19 maggio - Chinonye Chukwu, sceneggiatrice, regista e produttrice cinematografica nigeriana
- 19 maggio - Claire Coggins, ex cestista e allenatrice di pallacanestro statunitense
- 19 maggio - Ayelet Cohen, ex cestista israeliana
- 19 maggio - José Güity, calciatore honduregno
- 19 maggio - Hamed Haddadi, cestista iraniano
- 19 maggio - Noah Kasule, calciatore ugandese
- 19 maggio - Jon Kortajarena, supermodello e attore spagnolo
- 19 maggio - Roy Lewis, giocatore di football americano statunitense
- 19 maggio - Yavuz Özkan, ex calciatore turco
- 19 maggio - Erin Phillips, ex cestista e allenatrice di pallacanestro australiana
- 19 maggio - Christopher Reinhard, calciatore tedesco
- 19 maggio - Marija Vujović, modella montenegrina
- 19 maggio - Arve Walde, calciatore norvegese
- 20 maggio - Caitlin Cahow, ex hockeista su ghiaccio statunitense
- 20 maggio - Lisa Chesson, hockeista su ghiaccio statunitense
- 20 maggio - Barbara Chichiarelli, attrice italiana
- 20 maggio - Raúl Enríquez, ex calciatore messicano
- 20 maggio - Chris Froome, ciclista su strada keniota
- 20 maggio - Juanito Gómez, ex calciatore argentino
- 20 maggio - Jinh Yu Frey, artista marziale mista statunitense
- 20 maggio - Sahraa Karimi, regista e produttrice cinematografica afghana
- 20 maggio - Maxime Laheurte, combinatista nordico francese
- 20 maggio - André Leão, calciatore portoghese
- 20 maggio - Miroslav Manolov, ex calciatore bulgaro
- 20 maggio - Alessia Piovan, modella e attrice italiana
- 20 maggio - Sebino Plaku, ex calciatore albanese
- 20 maggio - Miquel Robusté, calciatore spagnolo
- 20 maggio - Ángel Rodríguez, pilota motociclistico spagnolo
- 20 maggio - Khaled Souissi, allenatore di calcio e ex calciatore tunisino
- 20 maggio - Gora Tall, ex calciatore senegalese
- 20 maggio - Trần Đức Cường, calciatore vietnamita
- 21 maggio - Eloi Amagat, ex calciatore spagnolo
- 21 maggio - Mutya Buena, cantante britannica
- 21 maggio - Alison Carroll, attrice, ex modella e ex ginnasta inglese
- 21 maggio - Marco Carta, cantante italiano
- 21 maggio - Mark Cavendish, ex ciclista su strada e pistard britannico
- 21 maggio - Alex Danson, hockeista su prato britannica
- 21 maggio - Ingibjörg Egilsdóttir, modella islandese
- 21 maggio - Galena, cantante bulgara
- 21 maggio - Jordan Hasquet, ex cestista statunitense
- 21 maggio - Lucie Hradecká, ex tennista ceca
- 21 maggio - Matt Hunwick, hockeista su ghiaccio statunitense
- 21 maggio - Fergus Kavanagh, hockeista su prato australiano
- 21 maggio - Jody Kristofferson, wrestler statunitense
- 21 maggio - Dušan Kuciak, calciatore slovacco
- 21 maggio - Abdurahim Laajab, ex giocatore di calcio a 5 e calciatore norvegese
- 21 maggio - Marie McCray, attrice pornografica statunitense
- 21 maggio - Andrew Miller, giocatore di baseball statunitense
- 21 maggio - Aung La Nsang, artista marziale misto birmano
- 21 maggio - Alexander Dale Oen, nuotatore norvegese († 2012)
- 21 maggio - Nika Ožegović, ex tennista croata
- 21 maggio - Kano, rapper e attore britannico
- 21 maggio - Símun Samuelsen, allenatore di calcio e ex calciatore faroese
- 21 maggio - Silvio Schembri, politico maltese
- 21 maggio - Anna Vida, ex cestista ungherese
- 21 maggio - Vaidotas Volkus, cestista lituano
- 22 maggio - Gloria Asumnu, velocista nigeriana
- 22 maggio - Tranquillo Barnetta, ex calciatore svizzero
- 22 maggio - Avi Ben-Chimol, ex cestista israeliano
- 22 maggio - Marius Berbecar, ginnasta rumeno
- 22 maggio - Mauro Boselli, ex calciatore argentino
- 22 maggio - T.J. Carter, ex cestista statunitense
- 22 maggio - Mamadou Diakité, ex calciatore francese
- 22 maggio - CariDee English, modella statunitense
- 22 maggio - Aakash Gandhi, pianista, chitarrista e youtuber statunitense
- 22 maggio - Zlatin Georgiev, cestista bulgaro
- 22 maggio - Dean Gerken, ex calciatore inglese
- 22 maggio - Graham Harrell, giocatore di football americano statunitense
- 22 maggio - Fernando Hidalgo, ex calciatore ecuadoriano
- 22 maggio - Andis Juška, allenatore di tennis e ex tennista lettone
- 22 maggio - Cory Martin, pesista statunitense
- 22 maggio - Elshan Moradi, scacchista iraniano
- 22 maggio - Tao Okamoto, modella e attrice giapponese
- 22 maggio - Carlos Valdés, ex calciatore colombiano
- 22 maggio - Krisztián Wittmann, cestista ungherese
- 23 maggio - Nicky Adler, ex calciatore tedesco
- 23 maggio - Amit Ben Shushan, ex calciatore israeliano
- 23 maggio - Sekou Cissé, ex calciatore ivoriano
- 23 maggio - Sebastián Bruno Fernández, calciatore uruguaiano
- 23 maggio - Tejmuraz Gabašvili, tennista russo
- 23 maggio - Hlompho Kekana, ex calciatore sudafricano
- 23 maggio - Giuseppe Michielli, ex combinatista nordico italiano
- 23 maggio - Peter John Ramos, ex cestista portoricano
- 23 maggio - Daniel Segovia, calciatore spagnolo
- 23 maggio - Jean-Charles Sénac, ex ciclista su strada francese
- 23 maggio - Wim Stroetinga, dirigente sportivo, ex pistard e ciclista su strada olandese
- 23 maggio - Ross Wallace, ex calciatore scozzese
- 23 maggio - Edita Šujanová, ex cestista ceca
- 24 maggio - Yordany Álvarez, ex calciatore cubano
- 24 maggio - Penny Barber, attrice pornografica statunitense
- 24 maggio - Adam Demos, attore australiano
- 24 maggio - Luiz Eduardo Azevedo Dantas, ex calciatore brasiliano
- 24 maggio - Csaba Ferencz, cestista ungherese
- 24 maggio - Jordi Gómez, ex calciatore spagnolo
- 24 maggio - Björgvin Páll Gústavsson, pallamanista e allenatore di pallamano islandese
- 24 maggio - Karina da Silva Jacob, cestista brasiliana
- 24 maggio - Vasyl' Kobin, ex calciatore ucraino
- 24 maggio - Diego Manicero, calciatore argentino
- 24 maggio - Nana Meriwether, modella sudafricana
- 24 maggio - Aaron Payas, ex calciatore gibilterriano
- 24 maggio - Alberto Ortiz Moreno, ex calciatore spagnolo
- 24 maggio - Richard Tkáč, ex sollevatore slovacco
- 24 maggio - Juan Carlos Toja, ex calciatore colombiano
- 24 maggio - Fabrizio Traversa, attore italiano
- 24 maggio - John Vigilante, hockeista su ghiaccio e allenatore di hockey su ghiaccio statunitense († 2018)
- 24 maggio - Tayliah Zimmer, nuotatrice australiana
- 25 maggio - Luciana Abreu, cantante e attrice portoghese
- 25 maggio - Demba Ba, ex calciatore senegalese
- 25 maggio - Gleb Gal'perin, tuffatore russo
- 25 maggio - Francesca Gangemi, nuotatrice artistica italiana
- 25 maggio - Blake Hood, attore statunitense
- 25 maggio - Gert Kams, calciatore estone
- 25 maggio - Marija Korytceva, ex tennista ucraina
- 25 maggio - Pedro Morales Flores, ex calciatore cileno
- 25 maggio - Kevin O'Connell, allenatore di football americano e ex giocatore di football americano statunitense
- 25 maggio - Roman Reigns, wrestler e ex giocatore di football americano statunitense
- 25 maggio - Branislaŭ Samojlaŭ, ex ciclista su strada bielorusso
- 25 maggio - Musaba Selemani, ex calciatore burundese
- 25 maggio - Alexis Texas, ex attrice pornografica e ballerina statunitense
- 25 maggio - Eric Young, giocatore di baseball statunitense
- 25 maggio - Marcos Rogério de Lima, artista marziale misto brasiliano
- 25 maggio - Rodolfo Soares, calciatore brasiliano
- 25 maggio - Ernestas Šetkus, ex calciatore lituano
- 26 maggio - Kwan Baptiste, calciatore grenadino
- 26 maggio - Simeon Bulgaru, allenatore di calcio e ex calciatore moldavo
- 26 maggio - Fatmir Çaça, ex calciatore albanese
- 26 maggio - Lior Cohen, attrice, cantante e ballerina israeliana
- 26 maggio - Alberto Ricchetti, canoista italiano
- 26 maggio - Alberto Sansimena Chamorro, ex calciatore spagnolo
- 26 maggio - Christian Thonhofer, calciatore austriaco
- 27 maggio - Gimena Accardi, attrice, modella e conduttrice televisiva argentina
- 27 maggio - Monica Bonafede, ex cestista italiana
- 27 maggio - Szczepan Kończal, pianista polacco
- 27 maggio - Franck Mailleux, pilota automobilistico francese
- 27 maggio - André Fontes, ex calciatore portoghese
- 27 maggio - Lucas Prado, atleta paralimpico brasiliano
- 27 maggio - Roberto Soldado, ex calciatore spagnolo
- 27 maggio - Jutta Yuki, attore giapponese
- 28 maggio - Amel Zen, cantante berbera
- 28 maggio - Karima, cantante italiana
- 28 maggio - Colbie Caillat, cantautrice e compositrice statunitense
- 28 maggio - Megan Coleman, modella sudafricana
- 28 maggio - Francesco Costa, bobbista italiano
- 28 maggio - Danilo Gomes Cintra, ex calciatore brasiliano
- 28 maggio - Pablo Andrés González, allenatore di calcio e ex calciatore argentino
- 28 maggio - Rui da Gracia, calciatore spagnolo
- 28 maggio - Carey Mulligan, attrice britannica
- 28 maggio - Emily O'Brien, attrice e scrittrice britannica
- 28 maggio - Dalibor Peršić, ex cestista bosniaco
- 28 maggio - Simon Pouplin, ex calciatore francese
- 28 maggio - Mattia Rosso, pallavolista italiano
- 28 maggio - Ejike Ugboaja, ex cestista nigeriano
- 28 maggio - Sebastian Urzendowsky, attore tedesco
- 28 maggio - Xiao Zhi, calciatore cinese
- 29 maggio - Simone Bentivoglio, allenatore di calcio e ex calciatore italiano
- 29 maggio - B.J. Coleman, giocatore di football americano statunitense
- 29 maggio - Fabiano Flora, allenatore di calcio portoghese
- 29 maggio - Billy Flynn, attore e produttore cinematografico statunitense
- 29 maggio - Blake Foster, attore statunitense
- 29 maggio - Paolo Grossi, ex calciatore italiano
- 29 maggio - Momed Hagi, calciatore mozambicano
- 29 maggio - Hernanes, calciatore brasiliano
- 29 maggio - Nathan Horton, hockeista su ghiaccio canadese
- 29 maggio - James Horwill, ex rugbista a 15 australiano
- 29 maggio - Jeff Hughes, ex calciatore nordirlandese
- 29 maggio - Ji Yanyan, ex cestista cinese
- 29 maggio - Shirley Reilly, atleta paralimpica statunitense
- 29 maggio - Nicolás Riera, attore e cantante argentino
- 29 maggio - Ignacio Scocco, ex calciatore argentino
- 29 maggio - Toafa Takaniko, pallavolista francese
- 29 maggio - Yukihiro Takiguchi, attore, cantante e modello giapponese († 2019)
- 29 maggio - Miroslav Vulićević, ex calciatore serbo
- 29 maggio - Yu Jing, pattinatrice di velocità su ghiaccio cinese
- 29 maggio - Naile İvegin, cestista turca
- 30 maggio - Sam Baker, giocatore di football americano statunitense
- 30 maggio - Aljaksandr Byčanok, ex calciatore bielorusso
- 30 maggio - Csaba Csizmadia, allenatore di calcio e ex calciatore rumeno
- 30 maggio - Gulnara Gabelia, calciatrice georgiana
- 30 maggio - David Gigliotti, calciatore francese
- 30 maggio - Nikita Krjukov, ex fondista russo
- 30 maggio - Igor' Kurnosov, scacchista russo († 2013)
- 30 maggio - Igor Lewczuk, calciatore polacco
- 30 maggio - Sebastian Madera, ex calciatore polacco
- 30 maggio - Alessandro Melicchio, politico italiano
- 30 maggio - Erik Rost, sci orientista e orientista svedese
- 30 maggio - Gesine Ruge, ex canoista tedesca
- 30 maggio - Fernando Salas, giocatore di baseball messicano
- 30 maggio - Son Young-ki, schermidore sudcoreano
- 30 maggio - Krisztián Vadócz, calciatore ungherese
- 30 maggio - Jennifer Winget, attrice indiana
- 30 maggio - Čuluun Hulan, attrice mongola
- 31 maggio - Connor Atchley, ex cestista statunitense
- 31 maggio - Mauro Bogado, ex calciatore argentino
- 31 maggio - Hubert Charuel, regista e sceneggiatore francese
- 31 maggio - Nataly Chilet, modella cilena
- 31 maggio - Matt Knight, ex cestista australiano
- 31 maggio - Navene Koperweis, batterista statunitense
- 31 maggio - Sandro Maierhofer, ex calciatore liechtensteinese
- 31 maggio - Jordy Nelson, ex giocatore di football americano statunitense
- 31 maggio - Chingisiin Oyunchimeg, calciatore mongolo
- 31 maggio - DeWitt Scott, ex cestista statunitense
- 31 maggio - Justas Sinica, cestista e allenatore di pallacanestro lituano
- 31 maggio - Tibor Varga, hockeista su ghiaccio slovacco
- 31 maggio - Ian Vougioukas, ex cestista greco
- 31 maggio - Reggie Witherspoon, ex velocista statunitense